# Magdalena Chadzińska
Magdalena Katarzyna Chadzińska – polska biolog, profesor nauk biologicznych.

## Życiorys
W 1995 ukończyła studia biologiczne na Uniwersytecie Jagiellońskim, w 1999 obroniła pracę doktorską pt. Badania wpływu morfiny na eksperymentalny odczyn zapalny otrzewnej ryb i ssaków, której promotorem była prof. Barbara Płytycz. W 2009 habilitowała się na podstawie pracy zatytułowanej Układ opioidowy a odporność wrodzona – badania porównawcze. W 2018 uzyskała tytuł profesora nauk biologicznych.
Jest pracownikiem naukowym w Instytucie Zoologii i Badań Biomedycznych na Wydziale Biologii Uniwersytetu Jagiellońskiego.
Została prezesem Polskiego Towarzystwa Biologii Komórki, zastępcą przewodniczącego Rady Dyscypliny Naukowej – Nauk Biologicznych UJ i członkiem rady naukowej Zakładu Ichtiobiologii i Gospodarki Rybackiej Polskiej Akademii Nauk w Gołyszu.